# Wilhelm Kilian
Wilhelm Adam Kilian (* 1914; † Oktober 1971) war ein deutscher Kommunalpolitiker (CDU). Er war von 1954 bis zu seinem Tod Bürgermeister der hessischen Stadt Bensheim an der Bergstraße.

## Werdegang, Wirken und Familie
Kilian war Rechtsanwalt. 1954 wurde er als Nachfolger von Joseph Treffert Bürgermeister von Bensheim. 18 Jahre war er in diesem Amt tätig. 1960 unterzeichnete er zusammen mit Roger Duchet, dem Bürgermeister von Beaune (Frankreich), die Verschwisterung der beiden Städte. In das letzte Jahr seiner Amtszeit fiel die Eingemeindung der neuen Stadtteile Hochstädten, Wilmshausen, Gronau, Langwaden, Schwanheim und Fehlheim.
Kilian war mit Elisabeth Kilian geb. Rech (* 10. Februar 1920; † 5. Dezember 2019) verheiratet. Das Paar hatte drei Töchter (Jutta, Waltraud und Barbara).
In Bensheim ist die Wilhelm-Kilian-Straße nach Kilian benannt.